# Asesinato de Marina Sabatier
El caso de Marina Sabatier (27 de febrero de 2001-7 de agosto de 2009) es un asunto judicial y administrativo francés relacionado con la muerte de Marina Sabatier en Francia en agosto de 2009, a la edad de 8 años, a consecuencia de los abusos infligidos por sus dos padres, Éric Sabatier y Virginie Darras, y al final de una vida de malos tratos sufridos por la niña. Su cuerpo fue descubierto el 14 de agosto de 2009 a pocos kilómetros de donde desapareció.
Al término de un juicio celebrado en junio de 2012 en el Tribunal de Cuentas del departamento francés de Sarthe, los padres fueron condenados a 30 años de prisión, sin posibilidad de libertad condicional durante un período de 20 años, por actos de tortura y barbarie en Marina durante un período de aproximadamente 6 años que condujeron a la muerte de su hija. La pareja, moviéndose con frecuencia para complicar las investigaciones, ocultó la violencia sobre Marina mediante declaraciones falsas sistemáticas sobre el origen de las heridas de la niña, e incluso fueron ayudados por Marina, quien, como muchos niños maltratados, siguió a pesar de todo amando a sus padres y nunca los denunció.
Más allá de la responsabilidad directa de ambos padres, se formularon importantes preguntas sobre la eficacia y la responsabilidad de los diferentes departamentos públicos de Francia en la prevención del maltrato infantil, que, a pesar de las numerosas señales de advertencia transmitidas por las personas que habían tenido contacto directo con Marina, no evitaron la muerte de la niña.

## Resumen del maltrato de Marina
Marina Sabatier era la hija de Éric Sabatier y Virginie Darras. Una niña no deseada, nació el 27 de febrero de 2001 y fue dada en acogida, pero recuperada por su madre un mes más tarde, que restableció una relación con Éric Sabatier después de una separación iniciada durante el embarazo. 
Virginie Darras ya tenía un hijo de otra unión y, tras el nacimiento de Marina, tendría finalmente un total de otros 4 hijos con Éric Sabatier. 
La violencia contra Marina comenzó probablemente desde su más temprana edad. Marina tenía un dedo torcido desde aproximadamente cuando tenía 1 año de edad, supuestamente debido a una caída de su silla alta. Durante varios años y hasta la fatídica noche de agosto de 2009, Marina fue una niña maltratada. Solo Marina sufrió un trato cruel e inhumano, y los otros niños de la familia se salvaron de este abuso. Los padres a menudo le dan patadas, puñetazos, azotes con cinturones y barras de hierro, y le infligieron muchos otros abusos, como duchas frías, mantener su cabeza bajo el agua en la bañera, obligarla a comer sal, vinagre y vómitos, y hacerle pasar hambre durante varios días seguidos. Le imponían castigos como caminar descalza por un terreno accidentado llevando una bolsa pesada, y a veces amordazaban a su hija con cinta adhesiva o la ataban a su cama. 
En 2006, una hermana de Virginia Darras se preocupó después de presenciar las palizas infligidas a su sobrina. La abuela de Marina se puso en contacto con la línea telefónica de maltrato para informar sobre su nieta pero no pudo convencer a las autoridades de que su informe era verdadero. 
En 2007, en la escuela Marina'a de Parennes, en la región de Sarthe (Francia), los maestros sospecharon de malos tratos e informaron al médico de la escuela que, tras conocer a Éric Sabatier, no detectó ningún problema y creyó en las explicaciones del padre sobre una misteriosa enfermedad genética. 
Después de una mudanza en mayo de 2008, la familia llegó a Saint-Denis-d'Orques. La directora de la escuela recibió de la antigua escuela de Marina información sobre sospechas de abuso. La directora, junto con el médico de la escuela, señaló rápidamente el caso de Marina a los servicios sociales de la fiscalía. 
Se abrió una investigación y en julio de 2008, durante una reunión con un médico forense que había contado más de 19 lesiones en la niña, Éric Sabatier afirmó que todas las lesiones de Marina eran accidentes de la vida cotidiana.
El 23 de julio de 2008, la niña fue interrogada a solas por dos policías que la preguntaron sobre todas sus cicatrices. El examen, grabado en vídeo y que se proyectó en el juicio a los padres en junio de 2012, mostró a una niña pequeña para su edad, sonriente, brillante y risueña, que nunca dejó de dar una explicación inocente de todas y cada una de las marcas de su cuerpo.
En el juicio de junio de 2012, Virginie Darras recordó haber amenazado a su hija con que no volvería a ver a sus padres y que podrían ir a la cárcel si hablaba con la policía. 
Numerosos testimonios mostraron que Marina siempre había seguido amando a sus padres y que sus explicaciones falsas sobre las lesiones que padecía tenían como objetivo proteger a sus padres.
El agente de policía encargado de la investigación nunca se reunió con los funcionarios que iniciaron la alerta, y el 10 de octubre de 2008, la investigación de la fiscalía se dio por terminada sin más trámites. 
Por su parte, el servicio de asistencia social a la infancia (L'aide sociale à l'enfance, ASE) de la Sarthe se interesó el 9 de marzo de 2009 por el resultado de la investigación abierta por el ministerio público de la ciudad francesa de Le Mans y, en abril de 2009, pidió una investigación evaluativa tras un nuevo informe del director de la escuela de Marina. El documento enviado por la escuela se refería a "ausentismo repetido e injustificado, pequeñas lesiones inexplicables y un comportamiento bulímico". 
El 27 de abril de 2009, Marina volvió de vacaciones con graves heridas en los pies. Estaba en una nueva escuela en Coulans-sur-Gée. La directora y el médico de la escuela la enviaron urgentemente al hospital para ser tratada, donde permaneció 5 semanas. El hospital buscó en vano una explicación médica para el estado de la niña, y luego informó a los servicios sociales de las sospechas de abuso. A pesar de ello, el 28 de mayo de 2009 la niña fue devuelta a su familia. 
La investigación del Servicio de Protección de la Infancia (ASE) no pudo comenzar hasta el 25 de mayo de 2009 y en junio de 2009, el trabajador social responsable de la investigación y una enfermera de la guardería visitaron a la familia Sabatier. No detectaron "ningún elemento de peligro" en los niños que estaban "relajados y sonrientes".
Marina murió durante la noche del 6 al 7 de agosto de 2009 como resultado de una sesión de abusos particularmente brutal esa noche por parte de sus padres. Antes de que la dejaran desnuda en el sótano antes del anochecer, supuestamente pronunció sus últimas palabras, que fueron "mal à la tête" (un dolor de cabeza) y seguidas de "bonne nuit maman à demain" (buenas noches, mamá, hasta mañana).
El 9 de septiembre de 2009 Éric Sabatier alertó a la gendarmería de la desaparición de su hija. Declaró en ese momento a los investigadores que Marina tenía síndrome de Down. Pero esto era una artimaña para explicar la aparición de su hija en algunas fotografías. En realidad, Marina era una niña normal que después de años de golpearla en la cabeza finalmente había quedado desfigurada. Después de tres días de búsqueda, los investigadores descubrieron inconsistencias en la información proporcionada por los padres. Entonces los padres confesaron. El padre condujo a los investigadores al cuerpo de la niña, que estaba encerrado en una caja de plástico llena de hormigón, envuelto en una sábana y 10 bolsas de plástico.
El patólogo declaró en el juicio de los padres y después de la autopsia que las causas de la muerte fueron un hematoma subdural agudo, causado por un choque en la cabeza, acumulado por asfixia al sumergir repetidamente la cabeza de la niña bajo el agua y agravado por la hipotermia y la inhalación de vómito. Durante un coma debido al choque en la cabeza y a un importante edema pulmonar, Marina murió alrededor de las 4 de la mañana del 7 de agosto de 2009.

## El juicio a los padres
El juicio de los dos padres de Marina tuvo lugar del 11 al 26 de junio de 2012 en el Tribunal de Cuentas (cour d'assises) de Sarthe (Francia). Asistieron cuatro de las asociaciones de protección de la infancia más importantes de Francia (más concretamente, en el derecho francés estas asociaciones en el juicio "estas son llamadas partes civiles"), lo que fue una primicia para este tipo de juicios, ya que, según uno de los abogados de una de ellas, este juicio excepcional debería ser ejemplar.
Se entrevistó a muchos testigos para tratar de entender la forma en que las instituciones habían seguido el caso de Marina. Dirigido desde antes del inicio del juicio por los reproches de las asociaciones de protección de la infancia, el servicio de protección de la infancia (ASE) recibió una nota del presidente del Consejo General (le président du conseil général de la Sarthe, Jean-Marie Geveaux) que los apoyó y negó cualquier falta de sus servicios. Esta carta, publicada por el periódico francés Ouest-France, provocó críticas de las asociaciones de protección de la infancia. 
En cuanto a los padres, aunque en general reconocieron los hechos y expresaron su pesar, el juicio no permitió realmente comprender sus motivos y el origen del tratamiento que sufría Marina, distinguiéndolo del que se daba a sus hermanos. Dos escenas especialmente conmovedoras del juicio fueron la proyección de la película del interrogatorio de Marina por dos agentes de policía en julio de 2008 y el testimonio del hermanastro mayor de Marina, de 13 años en el momento del juicio, que expresó su resentimiento hacia sus padres, que lo habían manipulado durante años pidiéndole que mintiera a los investigadores sobre cosas que en ese momento no sabía realmente si eran "normales".
El día del veredicto, el 26 de junio, ambos padres fueron condenados a 30 años de prisión, sin posibilidad de libertad condicional por un período de 20 años, por actos de tortura y barbarie que llevaron a la muerte de su hija de 8 años en 2009.
El fiscal (el abogado general) Hervé Drevard dijo que la pequeña Marina no había tenido la protección que merecía debido a la falta de perspicacia y tenacidad de los profesionales responsables de la protección de los niños, incluida la fiscalía. Las asociaciones de protección de la infancia, que asistieron al juicio, afirmaron que Marina podría haberse salvado de sus padres asesinos si los administradores e instituciones responsables de la protección de la infancia hubieran desempeñado mejor su papel.

## La controversia sobre los fallos institucionales
En vista de la gran duración de la tortura de Marina, aproximadamente 6 años, y de que esto se había denunciado muchas veces oficialmente, la inadecuada actuación para proteger a la niña por parte de varias instituciones estatales provocó críticas y condenas por parte de varias asociaciones de protección de la infancia.
Durante el juicio de junio de 2012, que se centró en la responsabilidad de los padres de Marina, cuatro asociaciones que ayudaron (más precisamente, en el derecho francés estas asociaciones "se llaman partes civiles") empezaron a señalar las disfunciones y fallos del sistema de protección de la infancia en Francia, en particular, el de los servicios sociales del departamento francés de la Sarthe y el ministerio público. 
La falta de coordinación y seguimiento del caso de Marina entre las diferentes instituciones, y la superficialidad de la investigación criminal, estuvieron particularmente implicadas. Solo las instituciones escolares escaparon a las críticas, debido a la efectiva comunicación de información entre las diferentes escuelas donde Marina fue educada, y la disposición del personal docente a denunciar sus sospechas de abuso, así como en una ocasión el 27 de abril de 2009 cuando la directora de la escuela hospitalizó urgentemente a la niña.
Tras el juicio de los padres, varias asociaciones anunciaron su intención de emprender acciones legales para abordar las funciones de los servicios estatales y proponer medidas para mejorar la protección de la infancia. El objetivo es que haya un "antes" y un "después" de Marina. 
Este movimiento también se expresó en una marcha solemne por Marina en París el 18 de noviembre de 2012. El mensaje que este evento quería comunicar era la acusación a una forma de trabajo de los servicios de protección de la infancia que resultó en la muerte de Marina, así como de niños injustificadamente acogidos.
Por otro lado, se alzaron voces en defensa de las instituciones involucradas, especialmente los servicios sociales. Argumentaron que la administración se había limitado a cumplir los procedimientos y el dispositivo general de prevención de los abusos contra los niños, y que era peligroso sacar conclusiones sobre la eficacia general del sistema a partir de un único caso dramático.
También se observó el riesgo de que, por temor a ser acusados de negligencia o de no prestar asistencia a una persona en peligro, la administración y el personal reaccionaran con demasiada rapidez y de manera excesiva al primer indicio de abuso, sin que se verificara suficientemente que las medidas adoptadas eran correctas y beneficiaban al niño. No obstante, en el juicio de los padres de Marina, el fiscal cuestionó explícitamente la responsabilidad del Consejo General de Sarthe y que para disminuir la tasa de mortalidad infantil por abuso (10 a 20 muertes por año) (http://www.interieur.gouv.fr/Publications/Statistiques/Criminalite/2008) posiblemente se necesitarían cambios legislativos, quizás incluyendo algunos sobre la definición de la falta de asistencia a una persona en peligro. 
Uno de los puntos de debate es la nueva ley de protección de la infancia de marzo de 2007, que otorga un papel más importante a los servicios sociales para la prevención del maltrato infantil, pero que según algunos observadores es mal entendida y mal aplicada.